# 錦繡人生
《錦繡人生》（英語：That's Life）是香港麗的電視製作的電視劇，由劉嘉豪擔任編導及鍾景輝監製，本劇首播於1976－1977年。
全劇共七個單元分別名為《母與女》、《心願》、《老友》、《陳仔》、《迷途羔羊》、《黃昏之舞》、《龍虎武師》。

## 主要演員

### 母與女
- 李月清 飾 胡老太
- 謝依齡 飾 胡艷芳

### 心願
- 黃宗保 飾 吳尚德
- 李　影 飾 李綉文
- 陳曙光 飾 唐卓明
- 關偉倫 飾 吳致禮
- 尹偉諾 飾 吳志健
- 甘　露 飾 奶媽
- 蕭山仁 飾 阿黃
- 劉樑發 飾 周經理

### 老友
- 潘志文 飾 張耀明
- 關偉倫 飾 馮定生
- 林錦堂 飾 王仔
- 南　鳳 飾 秀蓮
- 汪　偉 飾 強仔

### 陳仔
- 張　帆 飾 陳仔
- 陳美琪 飾 美琪
- 莫慶忠 飾 何耀忠
- 盧維昌 飾 王仔
- 譚振邦 飾 Johnny
- 李小元 飾 美琪同學
- 何碧君 飾 美琪同學

### 迷途羔羊
- 阮令濤 飾 阿雄
- 梁漢威 飾 阿漢
- 黎灼灼 飾 祖母
- 司馬華龍 飾 魯叔
- 梁茂熊 飾 茶客A
- 梁樹培 飾 茶客B
- 莫慶忠 飾 伙計A
- 甘國泰 飾 伙計B
- 譚少英 飾 淑芬
- 郭少文 飾 鄰居

### 黃昏之舞
- 張　瑛 飾 曹教授
- 黎少芳 飾 陸翠紅
- 潘志文 飾 Tony
- 張惠儀 飾 曹太
- 陳麗雲 飾 老闆娘
- 劉樑發 飾 阿黃
- 譚一清 飾 老周
- 甘　露 飾 吳媽
- 蕭山仁 飾 魯客
- 梁小瑩 飾 舞女A
- 陳婉薇 飾 舞女B

### 龍虎武師
- 黃樹棠 飾 阿標
- 梁雪薇 飾 艾玲
- 許淑嫻 飾 姨母
- 徐家霖 飾 阿佳
- 陳中堅 飾 導演
- 梁國詠 飾 女主角
- 陳天生 飾 男主角
- 何柏光 飾 阿發
- 陳鴻楷 飾 場務
- 蕭山仁 飾 侍者
- 蔡水清 飾 武師
- 吳傑強 飾 武師
- 甘國泰 飾 武師